# Alfa Romeo 147
Alfa Romeo 147 je kompaktni automobil koji je talijanski proizvođač automobila Alfa Romeo proizvodio u periodu od 2000. do 2010. godine. Izabran je za "Europski auto Godine" 2001., ispred Ford Mondea i Toyote Prius.
Alfa 147 je predstavljena 2000. godine u Torinu na Motor Show-u kao zamjena za dotadašnje modele 145/146 i dijeli podvozje s ranije predstavljenom Alfom 156. U ponudi su bili benzinski motori 1.6, 2.0 (Twin Spark), te 3,2 GTA (V6), a dizelski 1.9 i dolazili su s 3 ili 5 vrata. 2.0 Twin Spark je bilo moguće naručiti i sa Selespeed mjenjačem kod kojeg se brzine mijenjaju ručnim polugama koje se nalaze iza kola upravljača. Bio je to prvi Alfa Romeo automobil koji je ponudio dvozonski klima uređaj i elektronsku kontrolu proklizavnja (ASR).
Model se proizvodio deset godina što ga čini jednim od najdugovječnijih manjih obiteljskih automobila u Europi. Od 2005. je u prodaji obnovljeni model (FL) koji je osim kozmetičkih promjena dobio i nove snažnije motore. Zamijenio ga je novi model Alfa Romeo Giulietta krajem 2010. Ukupno je proizvedeno oko 580.000 vozila.

## Redizajn
Redizajn je uslijedio krajem 2004. godine uz nekoliko detalja:
- nova prednja maska i agresivnija prednja svjetla
- nova duža stražnja svjetla
- unutrašnjost je blago izmijenjena
- jači dizel motori su u ponudi

Svi modeli su redizajnirani osim najjače GTA verzije.
2006. godine 1.9 JTD Q2 verzija je pokrenuta s prednjim Torsenovim diferencijalom s ograničenim proklizavanjem.
2007. godine predstavljena je limitirana verzija zvana Ducati Corse na Bologna Motor Show s JTDM motorom, Q2, koji razvija 170 KS.

## Motori
| Model             | Motor            | Obujam           | Snaga                         | Okr. moment          | 0–100 km/h       | Max. brzina      | Godine           |
| Benzinski motori  | Benzinski motori | Benzinski motori | Benzinski motori              | Benzinski motori     | Benzinski motori | Benzinski motori | Benzinski motori |
| ----------------- | ---------------- | ---------------- | ----------------------------- | -------------------- | ---------------- | ---------------- | ---------------- |
| 1.6 TS            | I4               | 1.598 cc         | 77 kW (105 KS) pri 5600 okr.  | 140 Nm pri 4200 okr. | 10,6 s           | 190 km/h         | 2000. – 2010.    |
| 1.6 TS            | I4               | 1.598 cc         | 88 kW (120 KS) pri 6200 okr.  | 146 Nm pri 4200 okr. | 10,2 s           | 195 km/h         | 2000. – 2010.    |
| 2.0 TS            | I4               | 1.970 cc         | 110 kW (150 KS) pri 6300 okr. | 181 Nm pri 3800 okr. | 9,3 s            | 208 km/h         | 2000. – 2010.    |
| 3.2 GTA           | V6               | 3.179 cc         | 184 kW (250 KS) pri 6200 okr. | 300 Nm pri 4800 okr. | 6,3 s            | 250 km/h         | 2002. – 2005.    |
| Diesel motori     |                  |                  |                               |                      |                  |                  |                  |
| 1.9 JTD 8V        | I4               | 1.910 cc         | 74 kW (100 KS) pri 4000 okr.  | 200 Nm pri 1750 okr. | 12,1 s           | 183 km/h         |                  |
| 1.9 JTD 8V        | I4               | 1.910 cc         | 85 kW (115 KS) pri 4000 okr.  | 275 Nm pri 2000 okr. | 9,9 s            | 191 km/h         |                  |
| 1.9 JTD 8V M-Jet  | I4               | 1.910 cc         | 88 kW (120 KS) pri 4000 okr.  | 280 Nm pri 2000 okr  | 9,6 s            | 193 km/h         | od 2005.         |
| 1.9 JTD 16V M-Jet | I4               | 1.910 cc         | 103 kW (140 KS) pri 4000 okr. | 305 Nm pri 2000 okr. | 9,1 s            | 206 km/h         | od 2003.         |
| 1.9 JTD 16V M-Jet | I4               | 1.910 cc         | 110 kW (150 KS) pri 4000 okr. | 305 Nm pri 2000 okr. | 8,8 s            | 208 km/h         | od 2005.         |
| 1.9 JTD 16V M-Jet | I4               | 1.910 cc         | 125 kW (170 KS) pri 3750 okr. | 330 Nm pri 2000 okr. | 8,0 s            | 215 km/h         | od 2007.         |

## Galerija
- Pre-facelift
- Pre-facelift
- Alfa 147 (facelift)
- Alfa 147 (facelift)
- Alfa 147 GTA
- Unutrašnjost Alfe 147 (facelift)